# 信國一村
信國一村，位於臺灣屏東縣荖濃溪北岸的河灘地，與鄰近的精忠、定遠、成功等村同為國雷演習接運抵臺的「反共義民」安置社區。居民為原雲南人民反共志願軍部隊及眷屬。

## 概述
信國新村(一村)、精忠新村(二村)、定遠新村(三村)、成功新村(四村)為國雷演習由金三角接運至臺灣的「反共義民」安置社區，位於屏東縣與高雄市交界的河灘地:391。其中信國、定遠位於屏東縣的里港鄉土庫村，精忠、成功則位於高雄市的美濃區吉洋里，四村自成一個跨縣市的社區結構。
聚落被分在兩個縣之下的行政區域，分開後的人數不足以成為一個獨立的行政村，僅有鄰長的身分。信國新村與定遠新村遂於1992年成立信國社區發展協會，補足在行政體系上的不足，提升了社區的影響力。
信國新村之中，男性除極少數為粵、桂、黔、湘、川等省籍外，全為雲南省籍，配偶以滇緬邊區的少數民族居多（傣族最多，哈尼族次之），另有泰國及寮國地之少數民族，及極少部分為漢族婦女，社區內傳有臺灣少有的中國西南民族風俗。